# Diego Rossi
Diego Martín Rossi Marachlian (Montevideo, 5 marzo 1998) è un calciatore uruguaiano, attaccante del Columbus Crew.

## Biografia
È il fratello di Nicolás Rossi, anch'egli calciatore professionista, di ruolo centrocampista.

## Caratteristiche tecniche
Centravanti di manovra che sa essere allo stesso tempo veloce e letale negli ultimi metri. Tecnicamente dotato, fa del dribbling e della conclusione immediata i suoi punti di forza; caratteristiche che, accompagnate da una corporatura snella, lo rendono una punta molto simile allo spagnolo Bojan Krkić. Anche a livello balistico l'attaccante di Montevideo si fa rispettare, il suo tiro secco e preciso può essere un fattore vincente non solo negli ultimi 16 metri, ma pure dalla lunga e media distanza. Tatticamente è un attaccante che ama svariare su tutto il fronte offensivo, arretrando spesso sulla trequarti per dare una mano alla fase di creazione della manovra, creando così spazio per gli inserimenti degli esterni e dei centrocampisti.

## Carriera

### Club

#### Peñarol
Comincia a giocare a calcio all'età di cinque anni nelle file dell'El Queso, piccola squadra della città di Solymár per poi passare l'anno successivo all'Uruguay Solymar. Rimane in tale club fino all'età di dodici anni fino ad attirare l'attenzione del Peñarol. Nelle giovanili dei Aurinegros risulta essere uno dei miglior talenti nel panorama mondiale in Uruguay.
Il 20 aprile 2016 fa il suo esordio assoluto con la maglia della prima squadra in occasione della partita di Coppa Libertadores, vinta per 4-3, contro i peruviani dello Sporting Cristal partendo da titolare e venendo poi sostituito a partita in corso. Cinque giorni più tardi mette a segno anche il suo primo gol da professionista in occasione della trasferta vinta, per 1-3, contro il Rentistas andando a siglare il momentaneo 1-1. Il 12 giugno successivo, in occasione della finale per l'assegnazione del campionato uruguaiano, mette a segno la rete del momentaneo 1-1 contro il Plaza Colonia; la partita verrà poi vinta 3-1 ai tempi supplementari laureando così il Peñarol campione d'Uruguay per la quarantottesima volta nella sua storia. Chiude la sua prima stagione da professionista con un bottino di 8 presenze e 2 reti con la vittoria del suo primo campionato.
Il 14 maggio 2017 sigla sua la prima doppietta in carriera in occasione della trasferta vinta, per 1-3, contro il Racing Montevideo. Il 10 dicembre dello stesso anno vince il suo secondo campionato uruguaiano chiudendo la stagione con un bottino di 36 presenze e 10 reti messe a segno.

#### Los Angeles FC
Il 1º gennaio 2018 passa, a titolo definitivo, agli statunitensi del Los Angeles FC. L'esordio arriva il 4 marzo successivo in occasione della trasferta contro il Seattle Sounders dove mette a segno anche la rete del definitivo 0-1. Sei giorni più tardi mette a segno anche la sua prima doppietta con indosso la nuova maglia, in occasione della vittoria esterna, per 1-5, contro il Real Salt Lake. Il 19 luglio 2020 realizza quattro reti nel derby El Tráfico contro il LA Galaxy, portando la propria squadra alla vittoria finale (6-2).

#### Fenerbahçe
Il 1º settembre 2021 viene ceduto, a titolo temporaneo, al Fenerbahçe. Esordisce con la nuova maglia il 12 settembre, nella gara pareggiata 1-1 contro il Sivasspor e trova il primo gol il 26 settembre, nella trasferta contro l'Hatayspor, siglando la rete del momentaneo 0-1.

### Nazionale
Esordisce in nazionale maggiore il 29 marzo 2022 nella vittoria per 0-2 contro il Cile. L'11 giugno successivo trova la prima rete, nel successo per 5-0 contro Panama.

## Statistiche

### Presenze e reti nei club
Statistiche aggiornate al 23 luglio 2025.
| Stagione              | Squadra               | Campionato            | Campionato | Campionato | Coppe nazionali | Coppe nazionali | Coppe nazionali | Coppe continentali | Coppe continentali | Coppe continentali | Altre coppe | Altre coppe | Altre coppe | Totale | Totale |
| Stagione              | Squadra               | Comp                  | Pres       | Reti       | Comp            | Pres            | Reti            | Comp               | Pres               | Reti               | Comp        | Pres        | Reti        | Pres   | Reti   |
| --------------------- | --------------------- | --------------------- | ---------- | ---------- | --------------- | --------------- | --------------- | ------------------ | ------------------ | ------------------ | ----------- | ----------- | ----------- | ------ | ------ |
| 2015-2016             | Peñarol               | PD                    | 6+1        | 1+1        | -               | -               | -               | CL                 | 2                  | 0                  | -           | -           | -           | 9      | 2      |
| 2016                  | Peñarol               | PD                    | 6          | 1          | -               | -               | -               | CS                 | 1                  | 0                  | -           | -           | -           | 7      | 1      |
| 2017                  | Peñarol               | PD                    | 31+2       | 10         | -               | -               | -               | CL                 | 3                  | 0                  | -           | -           | -           | 36     | 10     |
| Totale Peñarol        | Totale Peñarol        | Totale Peñarol        | 43+3       | 12+1       |                 | -               | -               |                    | 6                  | 0                  |             | -           | -           | 52     | 13     |
| 2018                  | Los Angeles FC        | MLS                   | 32+1       | 12+0       | USOC            | 4               | 5               | -                  | -                  | -                  | -           | -           | -           | 37     | 17     |
| 2019                  | Los Angeles FC        | MLS                   | 34+2       | 16+1       | USOC            | 3               | 1               | -                  | -                  | -                  | -           | -           | -           | 39     | 18     |
| 2020                  | Los Angeles FC        | MLS                   | 16         | 9          | -               | -               | -               | CCL                | 5                  | 2                  | MisB        | 5           | 7           | 26     | 18     |
| apr.-ago. 2021        | Los Angeles FC        | MLS                   | 19         | 6          | -               | -               | -               | -                  | -                  | -                  | -           | -           | -           | 19     | 6      |
| Totale Los Angeles FC | Totale Los Angeles FC | Totale Los Angeles FC | 101+3      | 43+1       |                 | 7               | 6               |                    | 5                  | 2                  |             | 5           | 7           | 121    | 59     |
| 2021-2022             | Fenerbahçe            | SL                    | 31         | 6          | TK              | 2               | 0               | UEL                | 6                  | 0                  | -           | -           | -           | 39     | 6      |
| 2022-2023             | Fenerbahçe            | SL                    | 33         | 4          | TK              | 6               | 0               | UCL+UEL            | 2+10               | 0+0                | -           | -           | -           | 51     | 4      |
| Totale Fenerbahçe     | Totale Fenerbahçe     | Totale Fenerbahçe     | 64         | 10         |                 | 8               | 0               |                    | 18                 | 0                  |             | -           | -           | 90     | 10     |
| 2023                  | Columbus Crew         | MLS                   | 10+6       | 3+2        | USOC            | -               | -               | -                  | -                  | -                  | LC          | -           | -           | 16     | 5      |
| 2024                  | Columbus Crew         | MLS                   | 34+1       | 12+0       | USOC            | 1               | 0               | CCC                | 7                  | 3                  | LC          | 5           | 6           | 48     | 21     |
| 2025                  | Columbus Crew         | MLS                   | 23         | 11         | USOC            | -               | -               | CCC                | 2                  | 1                  | LC          | -           | -           | 25     | 12     |
| Totale Columbus Crew  | Totale Columbus Crew  | Totale Columbus Crew  | 67+7       | 26+2       |                 | 1               | 0               |                    | 9                  | 4                  |             | 5           | 6           | 89     | 38     |
| Totale carriera       | Totale carriera       | Totale carriera       | 288        | 95         |                 | 16              | 6               |                    | 38                 | 6                  |             | 10          | 13          | 353    | 120    |

### Cronologia presenze e reti in nazionale
| Cronologia completa delle presenze e delle reti in nazionale ― Uruguay | Cronologia completa delle presenze e delle reti in nazionale ― Uruguay | Cronologia completa delle presenze e delle reti in nazionale ― Uruguay | Cronologia completa delle presenze e delle reti in nazionale ― Uruguay | Cronologia completa delle presenze e delle reti in nazionale ― Uruguay | Cronologia completa delle presenze e delle reti in nazionale ― Uruguay | Cronologia completa delle presenze e delle reti in nazionale ― Uruguay | Cronologia completa delle presenze e delle reti in nazionale ― Uruguay |
| Data                                                                   | Città                                                                  | In casa                                                                | Risultato                                                              | Ospiti                                                                 | Competizione                                                           | Reti                                                                   | Note                                                                   |
| ---------------------------------------------------------------------- | ---------------------------------------------------------------------- | ---------------------------------------------------------------------- | ---------------------------------------------------------------------- | ---------------------------------------------------------------------- | ---------------------------------------------------------------------- | ---------------------------------------------------------------------- | ---------------------------------------------------------------------- |
| 29-3-2022                                                              | Santiago del Cile                                                      | Cile                                                                   | 0 – 2                                                                  | Uruguay                                                                | Qual. Mondiali 2022                                                    | -                                                                      | 74’                                                                    |
| 5-6-2022                                                               | Kansas City                                                            | Stati Uniti                                                            | 0 – 0                                                                  | Uruguay                                                                | Amichevole                                                             | -                                                                      | 67’                                                                    |
| 11-6-2022                                                              | Montevideo                                                             | Uruguay                                                                | 5 – 0                                                                  | Panama                                                                 | Amichevole                                                             | 1                                                                      | 61’                                                                    |
| 27-9-2022                                                              | Bratislava                                                             | Canada                                                                 | 0 – 2                                                                  | Uruguay                                                                | Amichevole                                                             | -                                                                      | 82’                                                                    |
| 24-3-2023                                                              | Tokyo                                                                  | Giappone                                                               | 1 – 1                                                                  | Uruguay                                                                | Amichevole                                                             | -                                                                      | 68’                                                                    |
| 14-6-2023                                                              | Montevideo                                                             | Uruguay                                                                | 4 – 1                                                                  | Nicaragua                                                              | Amichevole                                                             | -                                                                      | 76’                                                                    |
| 20-6-2023                                                              | Montevideo                                                             | Uruguay                                                                | 2 – 0                                                                  | Cuba                                                                   | Amichevole                                                             | -                                                                      | 46’                                                                    |
| Totale                                                                 |                                                                        | Presenze                                                               | 7                                                                      |                                                                        | Reti                                                                   | 1                                                                      |                                                                        |

## Palmarès

### Club

#### Competizioni nazionali
- Campionato uruguaiano: 2

Peñarol: 2015-2016, 2017
- MLS Supporters' Shield: 1

Los Angeles FC: 2019
- Coppa di Turchia: 1

Fenerbahçe: 2022-2023
- Campionato MLS: 1

Columbus Crew: 2023

#### Competizioni internazionali
- Leagues Cup: 1

Columbus Crew: 2024

### Nazionale
- Campionato sudamericano Under-20: 1

Ecuador 2017

### Individuale
- Squadra della stagione della CONCACAF Champions League: 1

2020
- Capocannoniere della Major League Soccer: 1

2020 (14 reti)
- MLS Best XI: 1

2020
- Premi Major League Soccer: 1

Miglior giovane: 2020